# Gyeongsan
Gyeongsan is een stad in de Zuid-Koreaanse provincie Gyeongsangbuk-do. De stad telt 265.000 inwoners en ligt in het oosten van het land.

## Bestuurlijke indeling
- Hayang-eup (하양읍)
- Jillyang-eup (진량읍)
- Wachon-myeon (와촌면)
- Jain-myeon (자인면)
- Yongseong-myeon (용성면)
- Namsan-myeon (남산면)
- Apyang-myeon (압량면)
- Namcheon-myeon (남천면)
- Jungang-dong (중앙동)
- Dongbu-dong (동부동)
- Seobu 1-dong (서부1동)
- Seobu 2-dong (서부2동)
- Nambu-dong (남부동)
- Bukbu-dong (북부동)
- Jungbang-dong (중방동)

## Partnersteden
- Joyo, Japan
- Jiaonan, China
- Hangzhou, China
- Gangdong-gu, Zuid-Korea
- Sinan, Zuid-Korea